# ولروپدو
ولروپدو (به انگلیسی: Velerupadu) یک منطقهٔ مسکونی در هند است که در آندرا پرادش واقع شده‌است.